# Michel Bohiri
Gohoré Michel Bohiri, né le 1er janvier 1964, est un professeur d’art dramatique, auteur, metteur en scène, réalisateur, un acteur ivoirien.

## Biographie

### Enfance, formation et débuts
De son vrai nom Michel Gohoré Bohiri, il a vu le jour le 1er janvier 1964 à Dibolé (sous-préfecture de Ouragahio) dans le département de Gagnoa,, dans le centre ouest du pays.

### Carrière
Michel Bohiri a travaillé au sein des activités culturelles à l'université avec Mory Traoré (professeur d’art dramatique auteur, metteur en scène, réalisateur, acteur ivoirien). Tous deux épris d'art, ils travaillent ensemble de 1985 à 1987. Il a aussi travaillé avec Thérèse Taba, Moro Bitty et bien d'autres.

### DansMa famille
Il joue le rôle du mari frivole d'Akissi Delta et l'un des meilleurs humoristes et amis Michel Gohou. Il réussit toujours à découcher grâce à des coups de génie concoctés par son neveu Oupoh Dahier et lui-même. Des contraintes surviennent souvent : son foyer est toujours menacé par ses nombreuses maîtresses : Meaka Hortense, Josiane Yapo, Marie-Louise Asseu et même par son ex-épouse Gbazé Thérèse qui veut se défaire de son actuel mari Dosso Tiékoumba et retrouver son ex après 20 ans de divorce.

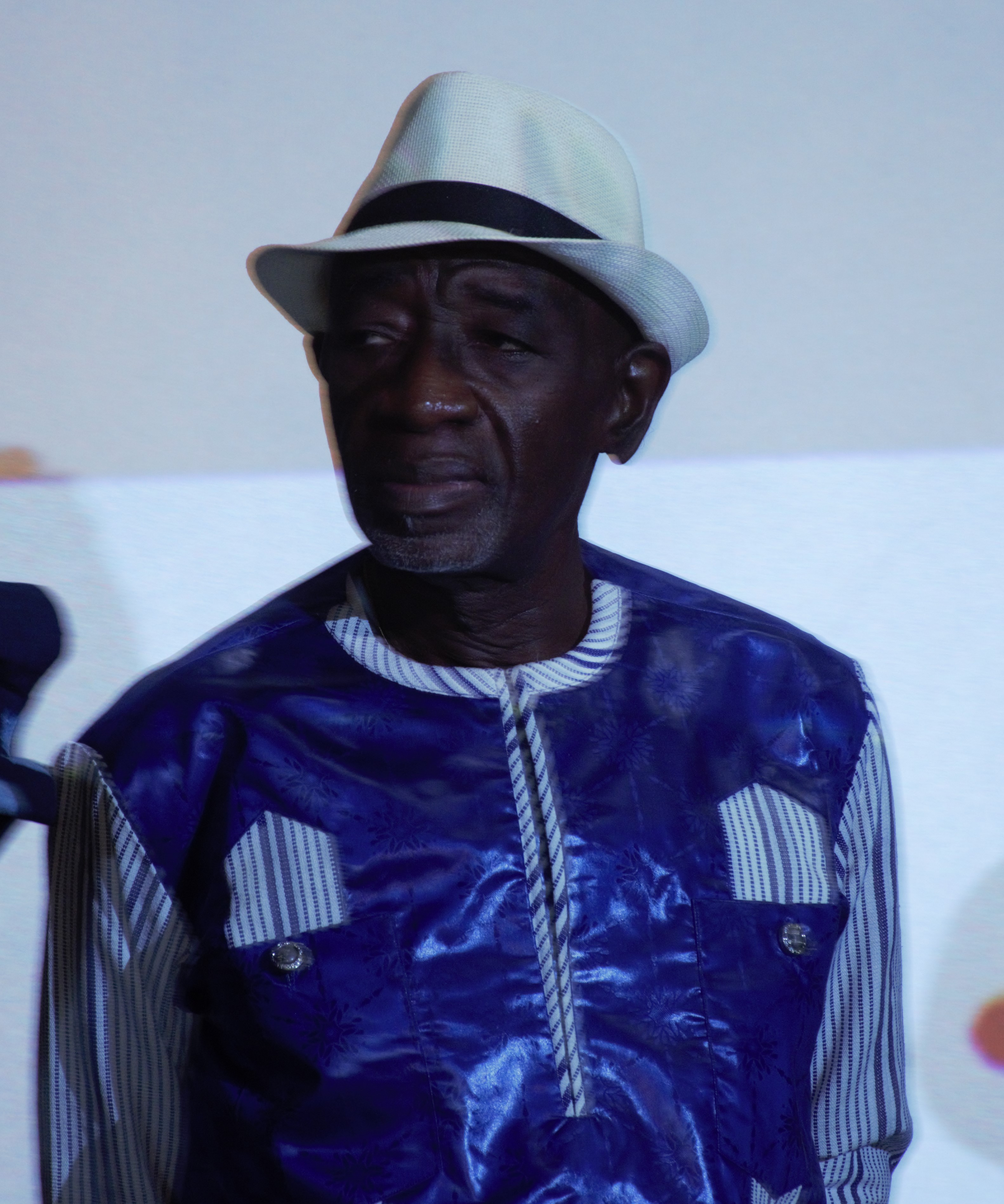
Michel Bohiri au FIFF 2024 de Cotonou au Bénin

## Filmographie
- Article 15 Bis, film avec Michel Gohou
- Ma famille, téléfilm
- Les Oiseaux du ciel, film réalisé en Europe par Eliane Delatour  Avec Angéline Nadié et d'autres.
- Danger Permanent avec Michel Gohou, Adrienne Koutouan, Jimmy Danger, Guehi Vêh, ...(de Pierre Laba)
- Le Choix de Marianne
- Marco et Clara
- Mon père a pris ma femme
- Pardon ! je t'aime
- Invités surprises
- Amour et Trahison
- Une famille sans scrupules
- L'Escroc
- Les Dragueurs
- Les co-epouses
- La famille sekouba
- Lago Le Terrible
- le role de Assane Kante dans le choix de Marianne
- Un Braquage à l'Africaine
- Sans Regret
- 2020 : Il a déjà tes yeux : Lazare